# Pigeon Forge
Pigeon Forge är en turistort i Sevier County i Tennessee i USA:s sydöstra hörn. Enligt folkräkningen 2010 hade orten 5 875 invånare. Orten är belägen omkring fem miles norr om Great Smoky Mountains National Park. Dollywood, Dolly Partons temapark som är uppbyggd kring den stuga där hon själv växte upp, är ortens huvudattraktion. Parken invigdes 1986. Därtill har orten blivit något av ett regionalt mecka för bil- och truckentusiaster och anordnat ett flertal shower av det slaget.

## Dollywood
Parken är grundad av och namngiven efter countryartisten Dolly Parton och uppbyggd runt den timmerstuga där hon själv växte upp. Förutom vanliga åkattraktioner erbjuder Dollywood även traditionella hantverk och musik från Smoky Mountains-området. Dollywood äger även angränsande Dollywood's Splash Country och kedjan Dixie Stampede dinner theaters. Parken har en rad konserter och musikevenemang varje år, bland annat uppträdande av Dolly Parton själv och hennes familj, liksom andra nationella och lokala band. Dollywood besöks årligen av cirka 2,5 miljoner gäster. Parken är öppen från tidig vår och fram till jul.

## Bil- och truckshower
Pigeon Forge har anordnat ett flertal bil- och truckshower genom åren. Bland annat dessa: 
- Spring Grand Rod Run
- Chevy/GMC Truck Nationals
- Hooter's GMC/Chevy Truckin' Nationals
- Annual Smoky Mountain Classic Chevy Roundup
- Great Smoky Mountain Truck Show
- Silver Dollar Open Rod Run
- Pontiac Car Club Show
- Camaro, Chevelle, Nova Nationals
- Cobra Mustang Club
- Shades of the Past Rod Run Show
- Fall Grand Rod Run
- Smoky Mountain Model-A Car Rally
- Annual Pigeon Forge Starion/Conquest Meet